# XEV Yoyo
XEV Yoyo — это городской электромобиль, напечатанный на 3D-принтере, производимый итальяно-гонконгским стартапом XEV. Он имеет максимальную скорость 80 км/ч (50 миль в час) и максимальный запас хода 150 км (93 мили).

## Обзор
XEV спроектировал этот автомобиль, используя всего 57 компонентов. Единственные детали, которые не напечатаны на 3D-принтере, — это шасси, сиденья и стеклянные компоненты. Используемые материалы для 3D-печати включают улучшенный нейлон, полимолочную кислоту и термопластичный полиуретан. Серийная модель была впервые представлена в сентябре 2021 года на выставке IAA в Мюнхене, а также была представлена на Парижском автосалоне 2022 года.
Он имеет сменные батареи.

## Галерея

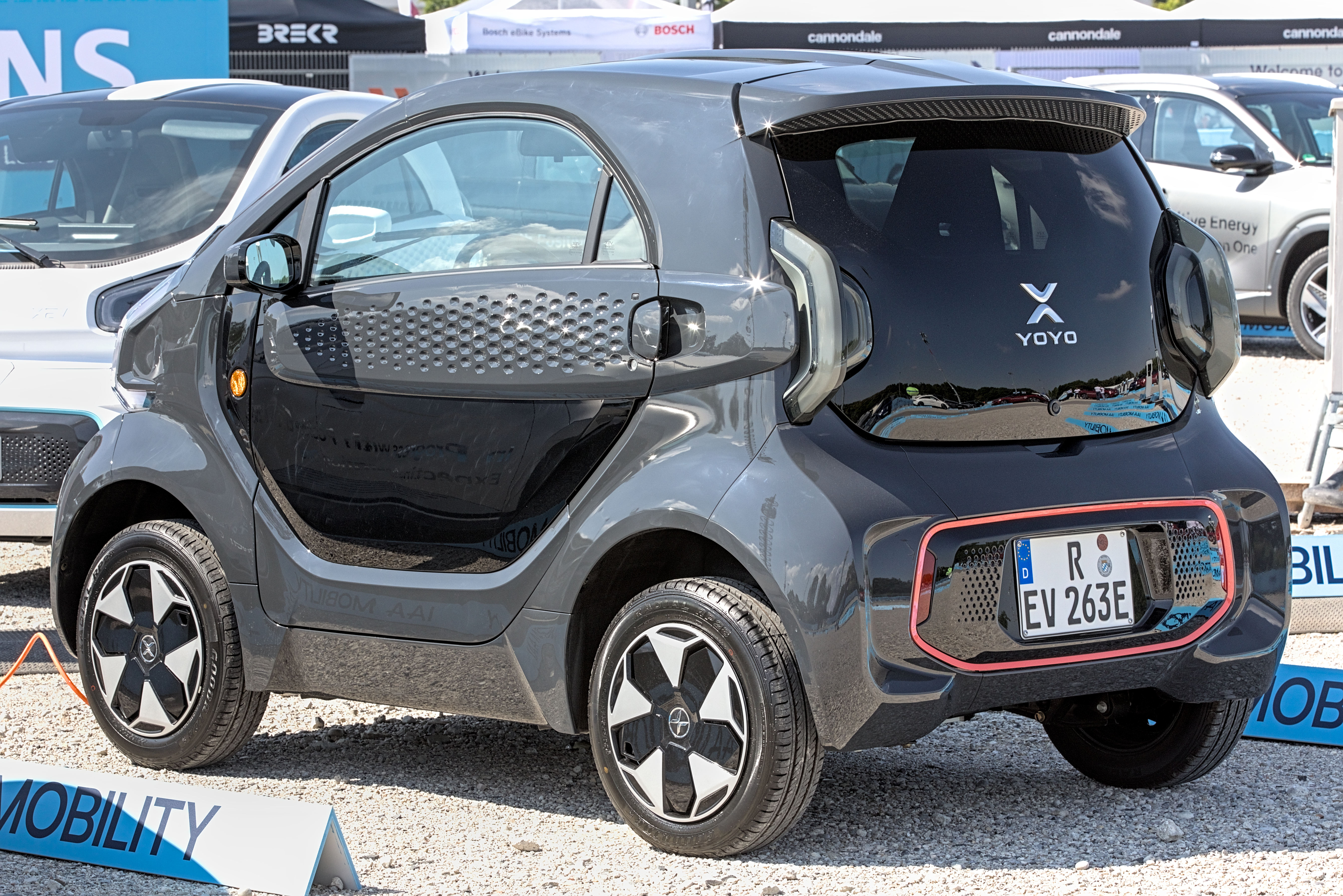
Вид сзади
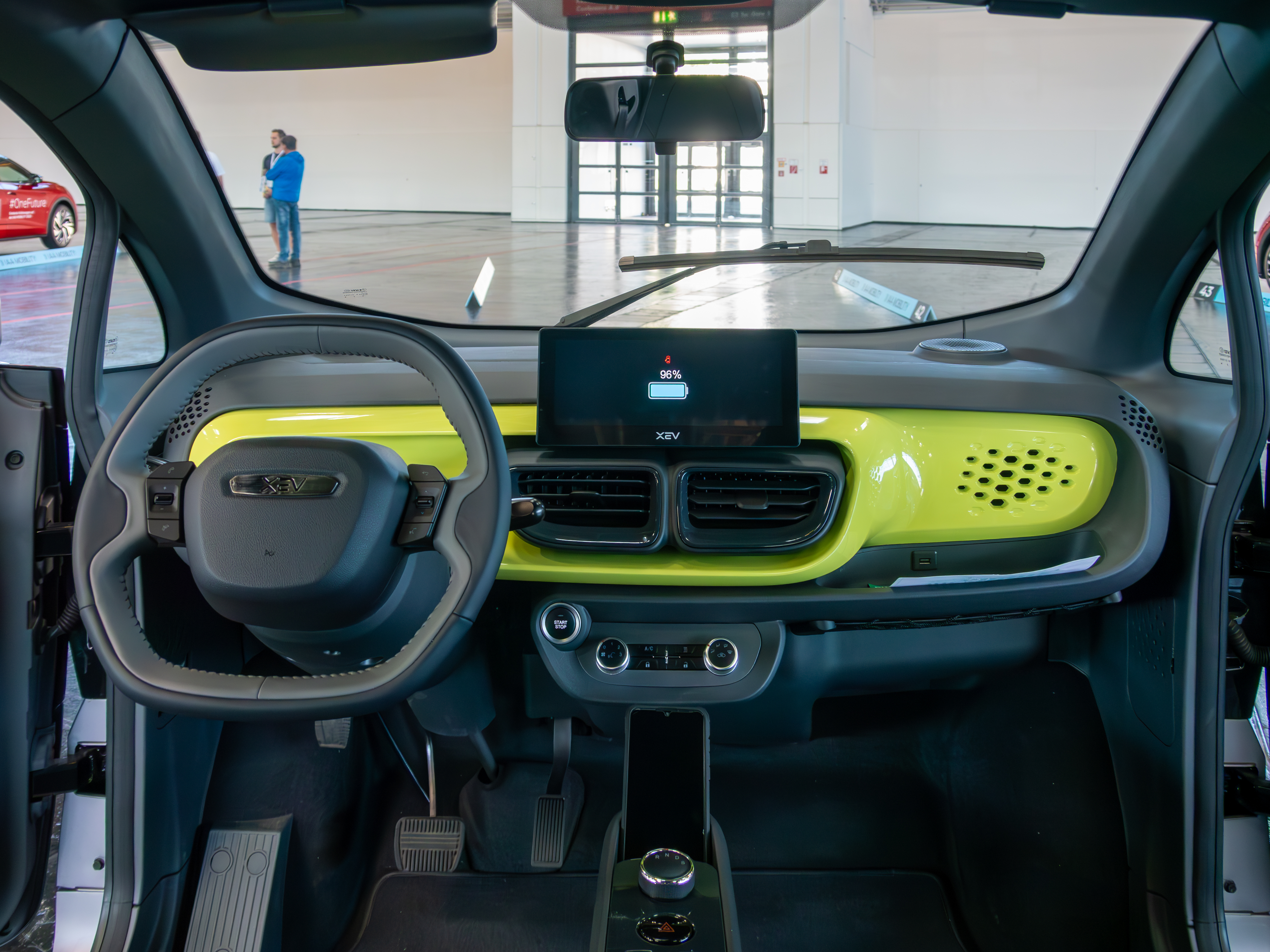
Интерьер
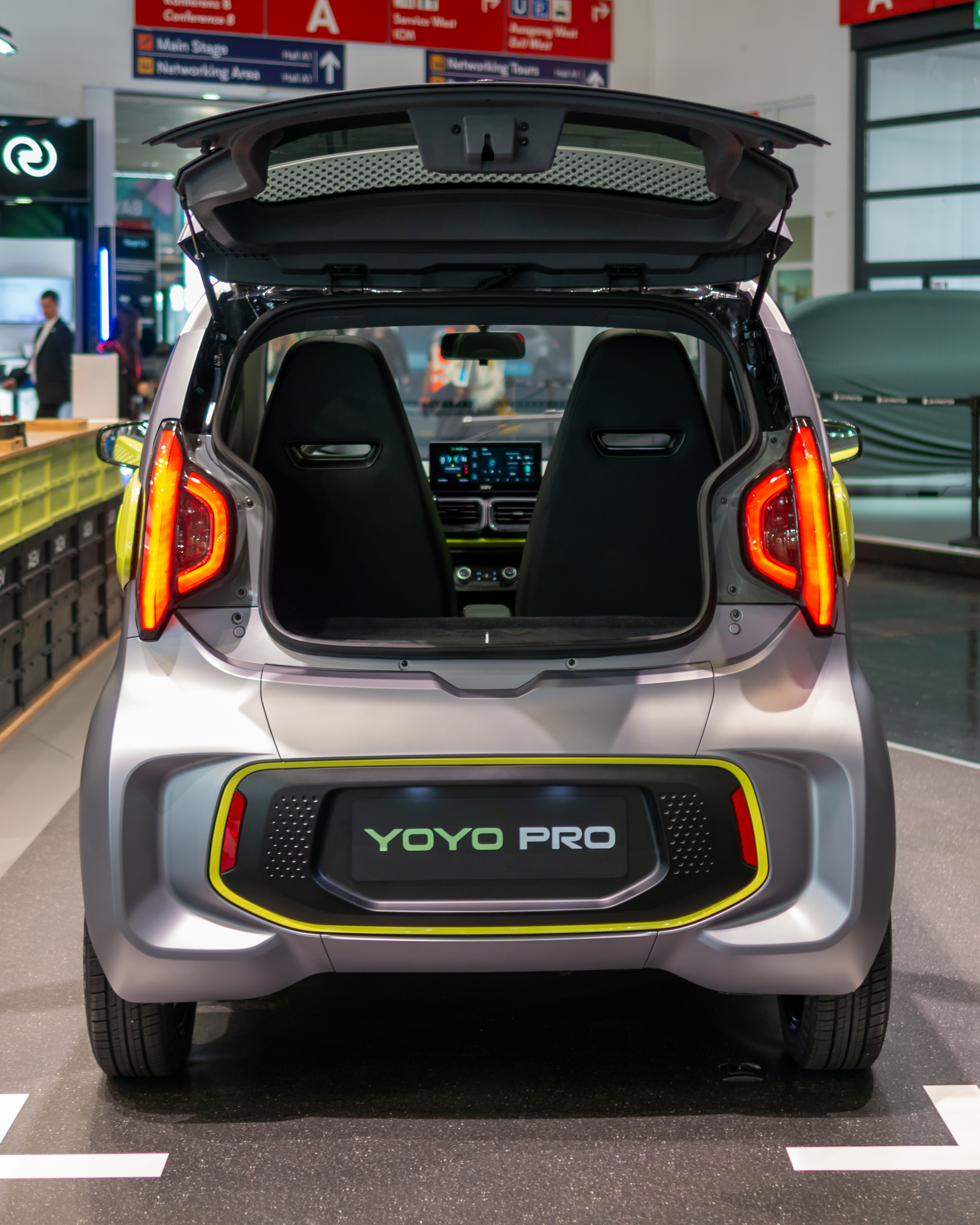
Багажник